# AIDA64
AIDA64 – wieloplatformowa aplikacja umożliwiająca identyfikację podzespołów zainstalowanych w urządzeniu oraz diagnozowanie problemów ze sprzętem. Oprogramowanie, wyposażone w obszerną bazę komponentów (m.in. procesorów, płyt głównych, dysków i chipsetów), prezentuje informacje na temat używanego sprzętu oraz oferuje szereg narzędzi służących do jego testów i analizy. Przedstawia także garść wiadomości na temat systemu operacyjnego. Wygenerowany raport można wydrukować bądź zapisać w formacie HTML lub w postaci tekstowej.
AIDA64 dostępna jest w wersji instalacyjnej, jak i przenośnej (portable). Obsługuje zarówno systemy 64-, jak i 32-bitowe. Aida64 jest oprogramowaniem wieloplatformowym.
AIDA64 stanowi następcę dawnego projektu Everest (wcześniej znanego jako Aida32). Jest rozwijana przez przedsiębiorstwo FinalWire. Dawniej aplikacja była oferowana za darmo, później pełna wersja stała się płatna, przy czym bezpłatny okres próbny nadal umożliwia wykonanie podstawowych testów diagnostycznych.